# Kosj-Agatsj
Kosj-Agatsj (Kazachs: Кош-Агач; "twee bomen") is een dorp (selo) in de Russische autonome deelrepubliek Altaj en het bestuurlijk centrum en de grootste plaats van het gelijknamige zuidoostelijke district Kosj-Agatsjski binnen deze republiek. De bevolking bestaat voor ongeveer de helft uit Kazachen en een grote minderheid van Altaj (bijna 50%). Russen wonen er nauwelijks. De bevolking bedroeg 3.501 personen in 1989 en 5.701 in 2002.

## Geografie
De plaats ligt op de permafrost aan de samenloop van verschillende rivieren (onder andere de Kyzylsjin en de Tsjaganka), die hier de Tsjoeja vormen in het midden van het woestijnachtige deel van de Tsjoejasteppe. De betekenis van de naam Kosj-Agatsj is "twee bomen", maar deze komen niet meer voor in het gebied rond de stad.
Kosj-Agatsj ligt op 465 kilometer van het republiekscentrum Gorno-Altajsk, 229 kilometer van Ongoedaj en ongeveer 50 kilometer van de grens met Mongolië aan de Tsjoejatrakt tussen de grote steden Gorno-Altajsk (Rusland) en Hovd (Mongolië). De plaats wordt ook wel de droogste van Rusland genoemd vanwege de lage neerslag. Een andere benaming is de "koude pool" vanwege de lage temperaturen in het gebied waarin de plaats ligt, die kunnen dalen tot -50 à -55 °C., zoals in januari 1940 toen het recordminimum werd gemeten.

## Geschiedenis
Kosj-Agatsj werd gesticht in 1801, toen het gebied nog onderdeel vormde van het Chinese mantsjoerijk. Het vormde toen een handelscentrum aan een van de Zijderoutes. De plaats heeft ook nu nog een Mongoolse bazaar, die vanuit de hele Altaj wordt bezocht en waar vooral producten uit China worden verkocht. Nadat de zuidelijke Altaj bij Rusland kwam in 1757 door de acceptatie van het Russische burgerschap door de Altaj (om zich te beschermen tegen de constante invallen door Kazachse nomadentroepen in die tijd), werd de Tsjoejavallei echter nog lang onveilig gemaakt door rondtrekkende Kazachen, die vooral tussen 1758 en 1760 een groot aantal Altajs doodde en gevangennam. Vragen om hulp aan de Russische tsaar tegen deze aanvallen werd lange tijd niet adequaat beantwoord. Agressieve Kazachse nomaden trokken verschillende malen de vallei binnen, die slechts werd bewaakt door 1 Russische politieman in Kosj-Agatsj, en joegen de Altaj van hun land. Pas in de jaren 80 van de 19e eeuw verbeterde de situatie enigszins. In die tijd kwamen echter steeds meer Kazachen in de vallei te wonen. Het aantal Kazachen in de Tsjoejavallei steeg daardoor van 559 in 1897 naar ongeveer 2000 in 1917. In die tijd nam de immigratie echter af, doordat de Russische legers ook Centraal-Azië hadden onderworpen. Veediefstal en agressie door Kazachen tegenover de Altaj bleef echter doorgaan en nam met name begin 20e eeuw grote vormen aan. Nog steeds zijn de verhoudingen tussen de Altaj en de Kazachen niet optimaal.
De eerste jaren van de 21e eeuw worden gekenmerkt door een opleving van het toerisme in de Altaj, dat ook langzaam bezig is de afgelegen plaats te bereiken.
In 2003 werd een groot nieuw huizenblok gebouwd. In het najaar van 2003 werd de plaats getroffen door een aardbeving, waarbij verschillende gebouwen beschadigd raakten. In 2007 werd een aantal overheidsgebouwen gebouwd voor onder andere de douanedienst van de FSB, aangezien de plaats zich in de grenszone bevindt, waarvoor beperkende maatregelen gelden met betrekking tot niet-inwoners, zoals speciale visa (verkrijgbaar in Gorno-Altajsk en Aktasj). In het kader hiervan werden ook een aantal infrastructurele projecten aangepakt. De werkzaamheden werden voor een groot deel uitgevoerd door de lokale bevolking.
Bij de plaats ligt een vliegveld uit de Sovjet-periode met een landingsbaan dat sinds de jaren 90 gesloten is. Er werd op gevlogen vanaf Barnaoel.